# Prix Heinz-Gumin
Le Prix Heinz Gumin pour les mathématiques de la Fondation Carl Friedrich von Siemens est une distinction mathématique décernée à des mathématiciens d'Allemagne, d'Autriche et de Suisse tous les trois ans depuis 2010. Le prix porte le nom du mathématicien et informaticien Heinz Gumin (de) (1928-2008), qui a été membre du conseil d'administration de la Fondation Carl Friedrich von Siemens (de) de 1984 à 2008. Le Prix Heinz Gumin pour les mathématiques est le prix de mathématiques le plus élevé en Allemagne avec 50 000 €.

## Lauréats
- 2010 : Gerd Faltings[1]
- 2013 : Stefan Müller[2]
- 2016 : Wendelin Werner[3]
- 2020 : Wolfgang Hackbusch[4].